# 石部站

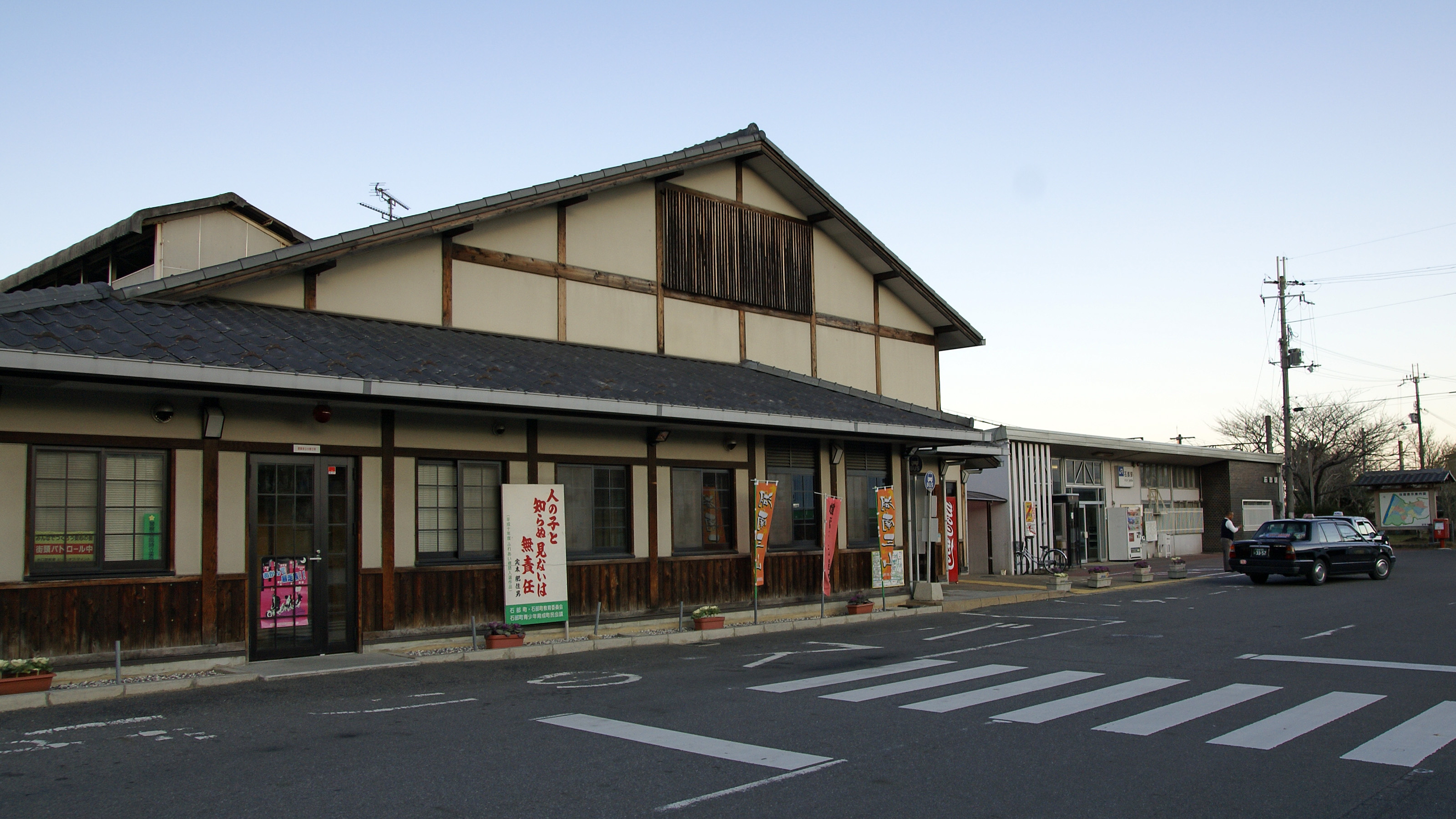
石部站社區屋（候車室）

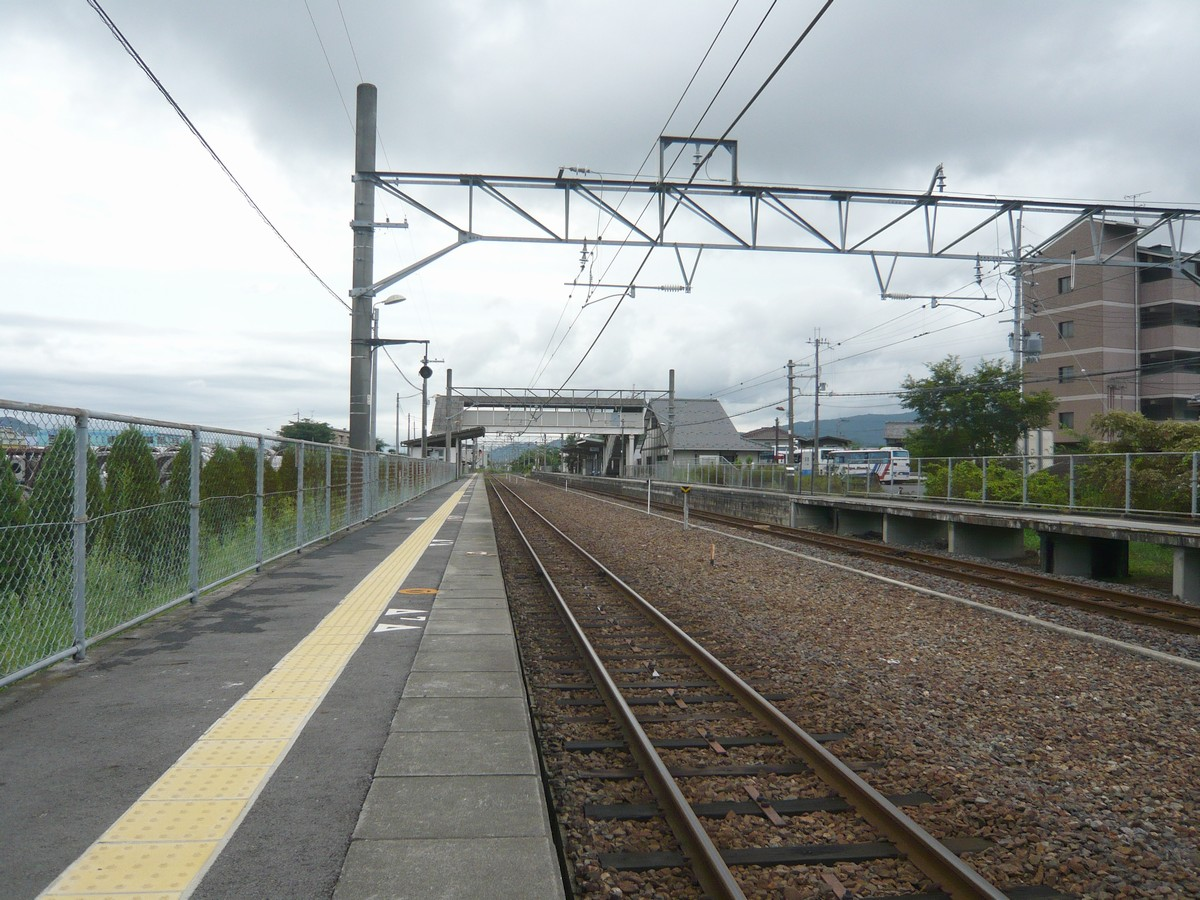
上行方向月台(2007年9月)

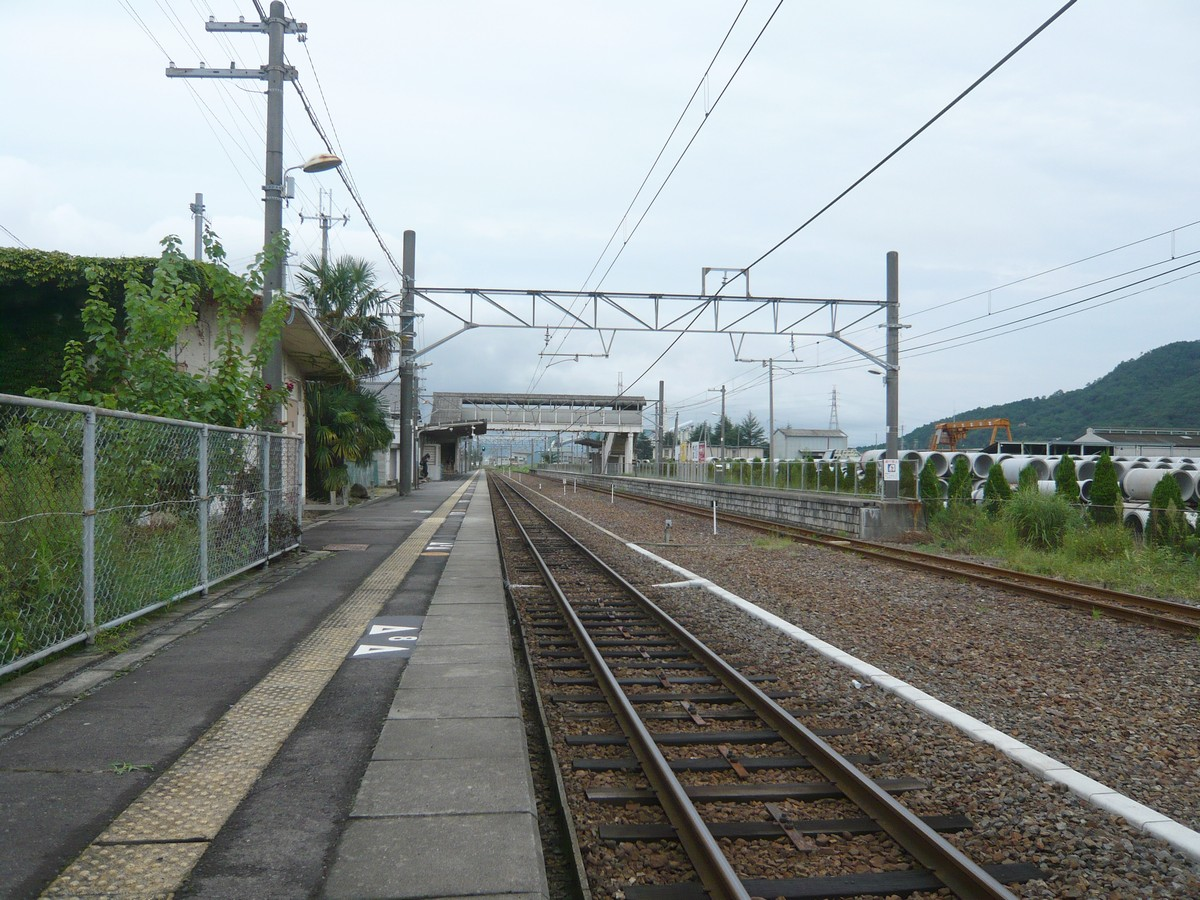
下行方向月台(2007年9月)

石部站（日语：／ Ishibe eki */?）是位於滋賀縣湖南市石部西三丁目，西日本旅客鐵道（JR西日本）草津線的車站。

## 歷史
- 1889年（明治22年）12月15日 - 關西鐵道創業路線三雲站至草津站之間開業，此站啟用，當時為唯一中途站。
- 1907年（明治40年）10月1日 - 關西鐵道國有化（日语：鉄道国有法），成為帝國鐵道廳車站。
- 1909年（明治42年）10月12日 - 制定路線名稱，成為草津線車站。
- 1987年（昭和62年）4月1日 - 伴隨國鐵分割民營化，車站由西日本旅客鐵道（JR西日本）營運。
- 2003年（平成15年）11月1日 - 此站開始可以使用IC卡「ICOCA」。

## 車站構造
車站是一座地面車站，設有2面2線的相對式月台。日間上行和下行列車於此站進行列車交會。車站大樓位於下行月台（2號月台）旁，對面為上行月台（1號月台），兩月台之間設有跨線橋連接。此站設有簡易自動閘機。曾經此站設有中線，該路軌用作貨運列車待避之用，現時已經停用。
在2021年（令和3年）度至2024年（令和6年）度預計把車站大樓翻新。車站北邊（上行月台側）側預計建設車站大樓和站前廣場。站內設有南北閘外通道，而兩邊設有檢票口。
此站是由草津站管理的業務委託車站，委托JR西日本交通服務負責車站業務。站內設有櫃臺，早上和深夜沒有人當值。此站可使用ICOCA乘車（與其互相使用的IC卡）。
此站在1978年6月前，站內還在使用臂板號誌機，後來遷移至交通博物館的前庭。

### 月台
| 月台 | 路線   | 上下行 | 方向             |
| ---- | ------ | ------ | ---------------- |
| 1    | 草津線 | 上行   | 貴生川、柘植方向 |
| 2    | 草津線 | 下行   | 草津、京都方向   |

※長久以來此站沒有編排月台編號。截至2009年7月，月台上設置了月台編號。

### 石部站社區屋
在1997年，車站內建設了一座候車室（石部站社區屋），該候車室外觀取自舊東海道石部宿的旅籠。隨著車站無障礙化工程，原本於2020年12月尾封鎖，後來延至2021年2月尾才封鎖。

## 使用狀況
以下為近年一日平均乘車人次列表：
| 年度   | 一日平均 乘車人次 | 參考資料 |
| ------ | ----------------- | -------- |
| 1992年 | 2,115             | [ 4 ]    |
| 1993年 | 2,178             | [ 5 ]    |
| 1994年 | 2,123             | [ 6 ]    |
| 1995年 | 2,125             | [ 7 ]    |
| 1996年 | 2,237             | [ 8 ]    |
| 1997年 | 2,315             | [ 9 ]    |
| 1998年 | 2,392             | [ 10 ]   |
| 1999年 | 2,343             | [ 11 ]   |
| 2000年 | 2,261             | [ 12 ]   |
| 2001年 | 2,212             | [ 13 ]   |
| 2002年 | 2,108             | [ 14 ]   |
| 2003年 | 2,083             | [ 15 ]   |
| 2004年 | 2,107             | [ 16 ]   |
| 2005年 | 2,063             | [ 17 ]   |
| 2006年 | 2,015             | [ 18 ]   |
| 2007年 | 1,972             | [ 19 ]   |
| 2008年 | 1,908             | [ 20 ]   |
| 2009年 | 1,845             | [ 21 ]   |
| 2010年 | 1,857             | [ 22 ]   |
| 2011年 | 1,803             | [ 23 ]   |
| 2012年 | 1,783             | [ 24 ]   |
| 2013年 | 1,805             | [ 25 ]   |
| 2014年 | 1,783             | [ 26 ]   |
| 2015年 | 1,789             | [ 27 ]   |
| 2016年 | 1,811             | [ 28 ]   |
| 2017年 | 1,876             | [ 29 ]   |
| 2018年 | 1,878             | [ 30 ]   |
| 2019年 | 1,871             | [ 31 ]   |

## 車站周邊
車站距離舊石部町中心約1公里。
- 吉御子神社（日语：吉御子神社） - 步行10分鐘
- 吉姬神社（日语：吉姫神社） - 步行15分鐘
- 石部宿場之里（日语：石部宿場の里） - 步行15分鐘
- 東海道石部宿歷史民俗資料館（日语：東海道石部宿歴史民俗資料館） - 步行15分鐘
- 石部郵局（日语：石部郵便局） - 步行20分鐘
- 國道1號
- 東海道 石部宿（日语：石部宿）
- 日本精工石部工場

## 巴士路線
| 乘車處 | 乘車處                                           | 系統                                                   | 主要途經                                             | 目的地         | 巴士公司                    | 備註     |
| ------ | ------------------------------------------------ | ------------------------------------------------------ | ---------------------------------------------------- | -------------- | --------------------------- | -------- |
| 石部站 |                                                  | 菩提寺線（石部站路線）                                 | 文化綜合中心、綠之村、近江台、綠之村、北山台中心     | 石部站         | 湖南市社區巴士              | 上午行走 |
| 石部站 | 文化綜合中心、綠之村、近江台、綠之村、北山台中心 | 菩提寺線（石部站路線）                                 | 甲西站北出口                                         | 平日早上1班    | 湖南市社區巴士              |          |
| 石部站 | 文化綜合中心、北山台中心、綠之村、近江台、綠之村 | 菩提寺線（石部站路線）                                 | 石部站                                               | 下午行走       | 湖南市社區巴士              |          |
| 石部站 | 文化綜合中心、北山台中心、綠之村、近江台、綠之村 | 菩提寺線（石部站路線）                                 | 甲西站北出口                                         | 平日黃昏1班    | 湖南市社區巴士              |          |
| 石部站 | 下田線（石部路線）                               | 文化綜合中心、甲西大橋北、下田小學、濁池               | 三雲站                                               | 湖南市社區巴士 | 平日1班                     |          |
| 石部站 | 醫療中心線                                       | 文化綜合中心、醫療中心、石部南、甲西站北出口、夏見新田 | 保健中心                                             | 湖南市社區巴士 |                             |          |
| 石部站 | 醫療中心線                                       | 石部中央、醫療中心、石部南、甲西站北出口               | 保健中心                                             | 湖南市社區巴士 | 平日黃昏1班                 |          |
| 石部站 | 石部循環線                                       | 文化綜合中心、醫療中心、石部南、西寺、石部高校、寶來坂 | 石部站                                               | 湖南市社區巴士 |                             |          |
| 石部站 | 石部循環線                                       | 文化綜合中心、醫療中心、西寺、石部南                   | 石部站                                               | 湖南市社區巴士 | 平日早上行走                |          |
| 石部站 | 石部循環線                                       | 文化綜合中心、寶來坂、石部高校、石部南、醫療中心       | 石部站                                               | 湖南市社區巴士 |                             |          |
| 石部站 | 石部循環線                                       | 文化綜合中心、寶來坂、石部高校、寶來坂                 | 石部駅                                               | 湖南市社區巴士 | 只於平日行走                |          |
| 石部站 | 石部循環線                                       | 石部中央、醫療中心、石部南、西寺、石部高校、寶來坂     | 石部站                                               | 湖南市社區巴士 | 只於平日行走                |          |
| 石部站 | 石部循環線                                       | 石部高校、寶來坂                                       | 石部站                                               | 湖南市社區巴士 | 平日早上行走                |          |
| 石部站 | 石部循環線（雨山路線）                           | 中途不停站                                             | 雨山                                                 | 湖南市社區巴士 | 星期六、日及假日行走 需求制 |          |
| 石部站 |                                                  | 草津伊勢落線                                           | 伊勢落、葉山、手原站口、濟生會醫院、治田、上鈎、小柿 | 草津站         | 滋賀交通                    | 每日2班  |

## 相鄰車站
西日本旅客鐵道
 草津線
甲西－石部－手原

## 注腳
1. 1 2  . 京都新聞. 2020-07-09  [2020-07-11]. （原始内容存档于2020-12-13） （日语）.
2. ↑  鐵道畫刊 1980年4月號 83頁
3. 1 2  待合室、愛されて利用延長　湖南のJR石部駅 （页面存档备份，存于）（日語） 中日新聞 2021年1月28日（2021年1月28日參閲）
4. ↑  平成4年滋賀県統計書[]（日語）
5. ↑  平成5年滋賀県統計書PDF（日語）
6. ↑  平成6年滋賀県統計書PDF（日語）
7. ↑  平成7年滋賀県統計書PDF（日語）
8. ↑  平成8年滋賀県統計書PDF（日語）
9. ↑  平成9年滋賀県統計書[]（日語）
10. ↑  平成10年滋賀県統計書PDF（日語）
11. ↑  平成11年滋賀県統計書PDF（日語）
12. ↑  平成12年滋賀県統計書PDF（日語）
13. ↑  平成13年滋賀県統計書PDF（日語）
14. ↑  平成14年滋賀県統計書PDF（日語）
15. ↑  平成15年滋賀県統計書PDF（日語）
16. ↑  平成16年滋賀県統計書PDF（日語）
17. ↑  平成17年滋賀県統計書PDF（日語）
18. ↑  平成18年滋賀県統計書PDF（日語）
19. ↑  平成19年滋賀県統計書PDF（日語）
20. ↑  平成20年滋賀県統計書PDF（日語）
21. ↑  平成21年滋賀県統計書PDF（日語）
22. ↑  平成22年滋賀県統計書PDF（日語）
23. ↑  平成23年滋賀県統計書PDF（日語）
24. ↑  平成24年滋賀県統計書PDF（日語）
25. ↑  平成25年滋賀県統計書PDF（日語）
26. ↑  平成26年滋賀県統計書PDF（日語）
27. ↑  平成27年滋賀県統計書PDF（日語）
28. ↑  平成28年滋賀県統計書PDF（日語）
29. ↑  平成29年滋賀県統計書PDF（日語）
30. ↑  平成30年滋賀県統計書PDF（日語）
31. ↑  令和元年滋賀県統計書PDF（日語）

## 外部連結
- 石部｜車站資訊：JR出門網 - 西日本旅客鐵道（日語）